# Карловка (Біржан-сала район)
Ка́рловка (каз. Карловка) — село у складі району Біржан-сала Акмолинської області Казахстану. Входить до складу Ульгинського сільського округу.
Населення — 81 особа (2021; 130 у 2009, 176 у 1999, 223 у 1989).
Національний склад станом на 1989 рік:
- росіяни — 44 %;
- казахи — 23 %;
- німці — 21 %.